# Uno Harva

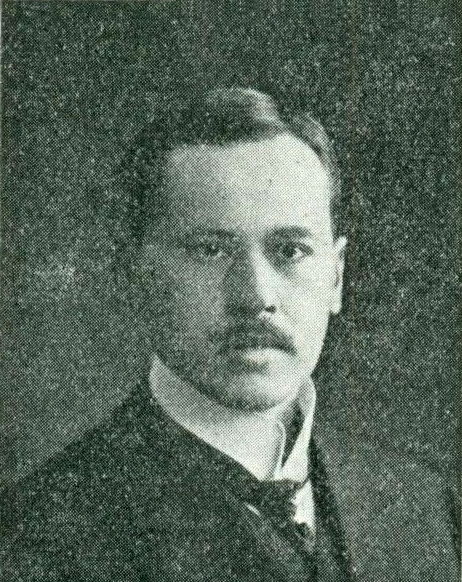

Uno Nils Oskar Harva, före 1927 Holmberg, född 31 augusti 1882 i S:t Bertils i Egentliga Finland, död 13 augusti 1949 i Åbo, var en finländsk religionshistoriker och sociolog.
Harva blev 1915 docent i finsk-ugrisk religionsforskning i Helsingfors, 1926 professor i sociologi vid Åbo finska universitet. Han gjorde forskningsresor bland annat bland votjaker och tjeremisser, vilkas religion han behandlat i Die Wassergottheiten der finnish-ugrischen Völker (1913) och Die Religion der Tscheremissen (1926) med flera. Harva intresserade sig särskilt för schamanismen.